# Entsäuerung
Mit Entsäuerung wird in der Wasserchemie die Beseitigung der aggressiven Kohlensäure aus Wässern bezeichnet. Für Trink- und Brauchwässer ist die Einstellung des Kalk-Kohlensäure-Gleichgewichtes wichtig. Wässer mit höheren Gehalten an Kohlensäure als dies dem Gleichgewicht entspricht, sind für einige Werkstoffe korrosiv. Beispielsweise werden ungeschützte Systeme aus dem Werkstoff Eisen korrodiert. Natürliche Wässer sind häufig nicht im Kalk-Kohlensäure-Gleichgewicht. Bei der Mischung von Wässern tritt häufig ein Mischwasserproblem durch aggressive Kohlensäure auf. Eine Aufbereitung dieser aggressiven Wässer ist erforderlich. Ob oder wie viel aggressive Kohlensäure ein Wasser enthält, kann Tabellen in Fachbüchern entnommen oder mit der Tillmansschen Formel berechnet werden.
Allgemein ist die Neutralisation von freien Säuren in Lösungen eine Entsäuerung, hier wird jedoch nur der Sonderfall Entfernung der aggressiven Kohlensäure aus Wässern behandelt.
Hinweis: Da in der Wasserchemie die Bezeichnungen Kohlendioxid (CO2) und Kohlensäure weitgehend das Gleiche bedeuten, wird in diesem Artikel für CO2 ebenfalls nur die Bezeichnung Kohlensäure verwendet.
Für die Verminderung des Gehaltes an freier Kohlensäure in Wässern wurden viele unterschiedliche physikalische und chemische Aufbereitungsverfahren entwickelt.

## Physikalische Verfahren

### Berechnung
Mit der physikalischen Entsäuerung, auch mechanische Entsäuerung genannt, wird durch Verregnung, Belüftung, Verdüsung und Verrieselung über Kaskaden- und Wellbahnsysteme oder Füllkörperschüttungen oder einer Kombination dieser Vorrichtungen eine Desorption der gelösten Kohlensäure erreicht. Vorteilhaft ist, dass bei dieser Entsäuerung nur die aggressive Kohlensäure entfernt wird. Der Härte- und Salzgehalt des Wassers verändert sich nicht.
Die Desorptionsvorgänge bei der Verminderung des Kohlensäuregehaltes werden mathematisch wie folgt erfasst:
{\displaystyle {\ C_{t}-C_{S}}=({C_{0}-C_{s}})\cdot {10^{-}{^{k}{^{\frac {O}{V}}{^{t}}}}}}
oder
{\displaystyle \log {\frac {\ (C_{t}-C_{S})}{(C_{0}-C_{S})}}=-k{\frac {O}{V}}t}
Zusätzlich wird eine allgemeine Diffusionskonstante K La verwendet, um Probleme mit Phasengrenzflächen zu vermeiden. Da der Ausgangsgehalt an freier Kohlensäure hinsichtlich dem Gleichgewichtsgehalt häufig sehr groß ist, wird dieser wie folgt definiert:
{\displaystyle \log {\frac {\ (C_{t}-C_{S})}{(C_{0}-C_{S})}}=K_{L}a\cdot t}
oder in vereinfachter Form
{\displaystyle \log {\frac {\ (C_{0})}{(C_{t})}}=K_{L}a\cdot t}
Die Elemente der Formeln bedeuten:
- CS = theoretischer Kohlensäuregehalt im Wasser im Gleichgewicht mit dem Kohlensäuregehalt der Luft in mg/l
- C0 = Kohlensäuregehalt des Ausgangswassers in mg/l
- Ct = Kohlensäuregehalt des Wassers zur Zeit (t) in mg/l
- t = Belüftungszeit in (h)
- O/V = Verhältnis Oberfläche der Wasseroberfläche zum Wasservolumen
- k = Konstante in (cm/h)
- K La allgemeine Diffusionskonstante (h−1)

Für die Dimensionierung des Entgasungssystems wird ein möglichst großer K La–Wert angestrebt, da dann das System entsprechend kleiner wird.

### Vorrichtungen für die Verteilung und Reduzierung der Kohlensäure eines Wassers
Die nachfolgend angeführten Verteilungs- und Entgasungssysteme haben jeweils unterschiedliche Vor- und Nachteile. Sie unterscheiden sich zum Teil erheblich in Platz-, Fremdenergie- und Investitionskostenbedarf. Weiterhin bestehen deutliche Unterschiede im erreichbaren Wirkungsgrad. Für die Wahl eines Systems sind die gewünschten Endwerte für das aufbereitete Wasser, der notwendige Energiebedarf und die Anlagekosten entscheidend. Je nachdem, ob die entsäuerten Wässer als Trink- oder Brauchwässer verwendet werden, ergeben sich unterschiedliche Anforderungen an das auszuwählende System. Beispielsweise ist das Ziel für Trink- und viele Brauchwässer die Erzeugung eines Wassers im Kalk-Kohlensäure-Gleichgewicht. 

Wird anschließend eine Teil- oder Vollentsalzung vorgenommen, spielt das Kalk-Kohlensäure-Gleichgewicht keine Rolle, denn hier werden möglichst niedrige Rest-Kohlensäuregehalte angestrebt.
Nachfolgend eine Tabelle mit den häufiger verwendeten technischen Vorrichtungen für die Verminderung des CO2. Die angeführten Werte für KLa / Wh·m³ zeigen grob die Entgasungswirkung unter Berücksichtigung des Energiebedarfs der diversen Vorrichtungen an. Je höher dieser Wert, desto besser ist die Entgasungswirkung bei günstigem Energieaufwand:
| Vorrichtung             | Allgemeine Angaben | KLa / Wh·m³                               |
| ----------------------- | --- | ----------------------------------------- |
| Verrieselung/Verregnung | - Einfacher Entgasungseffekt - geringer Energiebedarf - geringe Desorption für CO2 | – ~0,3                                    |
| Lochbodenverteilung     | - einfache Wasserverteilung - überwiegend für Wasserverteilung verwendet - kostengünstig | – ~0,3                                    |
| Lufteinblasung          | - einfache Entgasungsvorrichtung - nur für geringen CO2–Abbau verwendet - kostengünstig, aber mit Energiebedarf für die Luftzuführung | – ~0,6                                    |
| Prallteller             | - gute Wasserverteilung - überwiegend als Wasserverteiler für nachfolgende Systeme verwendet - Energiebedarf für Wasserverteilung zu beachten | – ~2,0                                    |
| Verdüsung               | - Bildung feiner Tropfen, dadurch große Oberfläche - guter Stoffaustausch Wasser/Luft - häufig als Wasserverteiler für nachfolgende Systeme verwendet - Energiebedarf für die Wasserverteilung                                                              | – ~2,0                                    |
| Kaskadenbelüftung       | - Kaskadenkästen mit Schlitzboden, guter Stoffaustausch, Belüftung im Gegensrtrom (Sauerstoff) - über Anzahl der Kästen untereinander wählbarer Entgasungseffekt - oft Vorstufe bei offenen Filterkammern, geringer Platzbedarf, gute Anpassung an Leistung | – ~2,5–5 je nach Anzahl der Kästen        |
| Wellbahnkolonne         | - große Oberfläche mit gutem Luftkontakt - über Kolonnenhöhe wählbarer Entgasungseffekt - durch umgekehrte Kaminwirkung gute Luftzuführung ohne Energiebedarf                                                                                               | – ~6-8 je nach Kolonnenhöhe               |
| Füllkörperschüttung     | - große Oberfläche - über Schütthöhe wählbarer Entgasungseffekt - Energiebedarf für Luftzuführung | – ~3–6 je nach Höhe und Art der Schüttung |

Neben der Art der Vorrichtung sind auch weitere Parameter wie Temperatur und pH-Wert des Wassers für die Verminderung des Kohlensäuregehaltes wichtig. Wärmere Wässer lassen sich mit deutlich geringerem Aufwand aufbereiten als kalte. Den gleichen Effekt hat ein tieferer pH-Wert.
Verrieselung, Verregnung oder Lufteinblasung werden angewandt, wenn nur eine geringfügige Verminderungen des Gehaltes an Kohlensäure erforderlich ist. Zusätzlich wird aber dabei auch der Gehalt an gelöstem Sauerstoff gesteigert. Diese Technik wird deshalb häufig für die Aufbereitung von Trinkwasser aus Brunnenwasser angewandt. Trinkwässer sollen sowohl ausreichend Sauerstoff enthalten wie auch weitgehend frei von aggressiver Kohlensäure sein. Nur derartige Wässer bilden auf Oberflächen von Eisenwerkstoffen eine Kalk-Rost-Schutzschicht aus.
Besonders gute Reduzierungen für den Kohlensäuregehalt lassen sich mit Kombinationen wie Verdüsung, Füllkörperschüttung oder Wellbahnverteilung erreichen.
Letztere Kombination, die Anfang der 1980er Jahre entwickelt wurde, wird bevorzugt für die Aufbereitung großer Wassermengen eingesetzt. Energiebedarf und Anlagekosten sind bei dieser Kombination niedrig und vorteilhaft.
Neben den vorstehend angeführten Systemen gibt es weitere Spezialvorrichtungen. Für die Belüftung von Binnenseen wurde beispielsweise Mitte der 1980er Jahre eine Kombination aus Injektor mit Förderpumpe und Steigrohr entwickelt. Hiermit wurde aber weniger die Verminderung der Kohlensäure als ein Eintrag an Sauerstoff angestrebt. Jedoch kann dieses System in großen Becken und Behältern auch mit dem Ziel der Verringerung des Gehaltes der Kohlensäure verwendet werden.

## Chemische Verfahren
Das Kalk-Kohlensäure-Gleichgewicht kann durch Erhöhung des Gehaltes an Calcium-Ionen oder durch chemische Bindung der Kohlensäure erreicht werden.
Bei der Zugabe von Calciumsalzen – entweder als Calciumchlorid (CaCl2) oder als Calciumsulfat (CaSO4) – wird nur eine Einstellung des Gleichgewichtes vorgenommen. Mit steigendem Calciumgehalt einer Lösung steigt auch der Gehalt der zugehörigen Kohlensäure für die Karbonathärte an. Dieses Verfahren ist allerdings nur für die Einstellung des Gleichgewichtes sehr weicher Wässer und geringen Gehalten an aggressiver Kohlensäure geeignet. Bei härteren und stark aggressiven Wässern würde nur durch hohe Aufhärtungen ein Gleichgewichtswasser erreicht.
Bei der direkten chemische Entsäuerung wird entweder durch Zugabe alkalischer Lösungen oder durch Kontakt mit alkalischen Massen die aggressive Kohlensäure abgebunden. Lediglich auf diese Entsäuerungsverfahren wird nachfolgend näher eingegangen. Folgende Lösungen oder Massen werden dafür in der Technik verwendet:

### Entsäuerung mit Calciumhydroxid
Mit der Zugabe von Kalkwasser (selten verwendet) oder Kalkmilch wird die aggressive Kohlensäure in Karbonathärte umgewandelt. Die Reaktionsgleichung ist wie folgt:
{\displaystyle \mathrm {2CO_{2}+Ca(OH)_{2}\longrightarrow Ca(HCO_{3})_{2}} }
 aggressive Kohlensäure (CO2) und Calciumhydroxid reagieren zu Calciumhydrogencarbonat (Carbonathärte)
Pro 10 mg/l Kohlensäure wird 0,6°dH Carbonathärte gebildet. Der geringe Preis der verwendeten Calciumverbindung – ungelöschter Kalk (CaO) oder Weißkalk (Ca(OH)2) – ist von Vorteil. Nachteilig ist, dass der technische Kalk unlösliche Bestandteile enthält, so dass das entsäuerte Wasser ohne nachgeschalteter Filterung trübe ist.
Diese Nachteile werden beim Einsatz von klarem Kalkwasser vermieden. Da jedoch Calciumhydroxid nur wenig löslich ist – 1,7 g/l bei 20 °C – müssen große Volumina verwendet werden. Weiterhin muss bei der Herstellung des Kalkwassers der nicht lösbare Anteil abgetrennt werden. Die höheren Anlagekosten begrenzen deshalb den Einsatz dieses Verfahrens.

### Entsäuerung mit Natriumhydroxid
Wird statt Kalkmilch eine wässrige Lösung von Natriumhydroxid (Natronlauge) für die Abbindung der aggressiven Kohlensäure verwendet, so lautet die Reaktionsgleichung:
{\displaystyle \mathrm {CO_{2}+NaOH\longrightarrow NaHCO_{3}} }
Kohlensäure reagiert mit Natronlauge (NaOH) zu Natriumhydrogencarbonat
Wie ersichtlich wird statt Carbonathärte die chem. Verbindung Natriumhydrogencarbonat gebildet. Der Härtegehalt des Wassers ändert sich nicht. Ein weiterer Vorteil bei dieser Art der Entsäuerung ist, dass das Endwasser nicht trübe ist und eine Filterung nicht erforderlich wird. Von Nachteil sind die deutlich höheren Kosten für die Natronlauge. Weiterhin muss bei der Zugabe eine lokale zu starke Alkalisierung unbedingt vermieden werden um eine Ausfällung von Calciumcarbonat zu verhindern. Eine schnelle und intensive Mischung von Wasser und verdünnter Lauge ist deshalb erforderlich. Sonst besteht die Gefahr einer örtlichen Entcarbonisierung. Einmal gebildetes Calciumcarbonat kann nur schwer wieder in gelöstes Calciumhydrogencarbonat überführt werden.

### Entsäuerung mit Calciumcarbonat
Die chemische Abbindung von Kohlensäure erfolgt mit fein gebrochenem Kalkstein nach folgender Gleichung:
{\displaystyle \mathrm {CO_{2}+CaCO_{3}+H_{2}O\longrightarrow Ca(HCO_{3})_{2}} }
 aggressive Kohlensäure reagiert mit Kalkstein (CaCO3) zu Calciumhydrogencarbonat
Vorteilhaft ist, dass es zu keiner Überreaktion kommen kann. Eine zu starke Abbindung ist auch bei neuen Filterfüllungen nicht möglich. Als Rohmaterial wird feinkristallines Calciumcarbonat aus Jura- oder Devon-Vorkommen oder poröses Material aus Muschel- oder Korallenkalk-Vorkommen verwendet.
Nachteilig bei dieser Art der Entsäuerung ist die notwendige lange Einwirkungszeit für die Bindung der aggressiven Kohlensäure bis zum Gleichgewicht. Hierdurch werden große Füllmengen und damit große Filteranlagen benötigt. Die Anwendung ist deshalb auf Anlagen für kleinere Wassermengen beschränkt.
Reaktionschneller ist künstlich aus Calciumhydroxid hergestelltes Calciumcarbonat, Hydro-Calcit (CaCO3) genannt. Dieses Material enthält aber herstellungsbedingt etwas freies Calciumoxid (CaO) bzw. Calciumhydroxid (Ca(OH)2). Bei neuen Filtermassen kommt es anfangs für einige Zeit bei Stillstand der Anlage zu einer Überalkalisierung. Bei Wiederbetrieb der Anlage wird kurzzeitig ein Reinwasser mit zu niedrigen Kohlensäuregehalt abgegeben.

### Entsäuerung mit dolomitischem Filtermaterial
Viele Entsäuerungsanlagen verwenden dolomitische Filtermaterialien. Grund hierfür ist die wesentlich schnellere Einstellung des Kohlensäure-Gleichgewichtes bei der Verwendung von magnesiumhaltigen Materialien. Durch die kürzeren Reaktionszeiten sind die erforderlichen Filtermengen und damit auch der apparative Aufwand deutlich niedriger. Die chemischen Reaktionen sind mit denen der calciumhaltigen Filtermaterialien vergleichbar. Jedoch werden sowohl Calcium- wie auch Magnesiumhydrogencarbonat gebildet. Mit halbgebranntem Dolomit lautet die Gleichung:
{\displaystyle \mathrm {CaCO_{3}\cdot MgO+3CO_{2}+2H_{2}O\longrightarrow Ca(HCO_{3})_{2}+Mg(HCO_{3})_{2}} }
halbgebrannter Dolomit bindet Kohlendioxid im Wasser unter Bildung von Calcium- und Magnesium-Carbonathärte
Da granuliertes Dolomit deutlich längere Reaktionszeiten benötigt als Magno, wird überwiegend letzteres für die Entsäuerung verwendet. Nachteilig ist, dass Magno während der Filtereinlaufzeit zu Überreaktionen neigt. Es wird mehr Kohlensäure abgebunden als für das Gleichgewicht notwendig. Das Wasser befindet sich hinsichtlich des Kalk-Kohlensäure-Gleichgewichtes im Calcit abscheidenden Bereich und neigt somit zur Carbonatausscheidung. Grund für dieses Verhalten bei frischen Filtermaterial ist die bevorzugte und besonders schnelle Reaktion des Magnesiumoxides im Magno. Erst nach einer Reduzierung des Magnesiumoxid-Anteiles in den Massen unterbleibt diese Überreaktion.
Zur Vermeidung ist bei derartigen Betriebsverhältnissen entweder eine Verschneidung mit Rohwasser oder eine pH-Absenkung durch Säuredosierung erforderlich. Besonders bei Betriebsstillstand und nachfolgendem Betrieb treten diese Überreaktionen verstärkt auf.

## Zusammenfassung der chem. Verfahren
In der nachfolgenden Tabelle werden die angeführten Verfahren kurz zusammengefasst.
| Verfahren                                                  | Vorteile                                                                                               | Nachteile                                                              | Materialbedarf pro 10 mg CO2 |
| ---------------------------------------------------------- | --- | ---------------------------------------------------------------------- | ---------------------------- |
| Dosierung von Calciumhydroxid (als Kalkmilch)              | - sehr kurze Reaktionszeit - niedrige Chem.-Kosten - geringe Anlagekosten                              | - Erhöhung der Carbonathärte - Trübstoffe müssen entfernt werden       | 8,4 mg Ca(OH)2               |
| Dosierung von Calciumhydroxid (als Kalkwasser)             | - sehr kurze Reaktionszeit - niedrige Chem.-Kosten - keine Trübstoffe müssen entfernt werden           | - Erhöhung der Carbonathärte - höhere Anlagekosten                     | 8,4 mg Ca(OH)2               |
| Dosierung von Natriumhydroxid (als stark verdünnte Lösung) | - sehr kurze Reaktionszeit - kein Anstieg der Carbonathärte - keine Trübung - geringe Anlagekosten     | - Gefahr der örtlichen Überreaktion - hohe Chemikalienkosten           | 9,1 mg NaOH                  |
| Filterung über Kalkstein (CaCO3)                           | - keine Überreaktion möglich - niedrige Materialkosten                                                 | - Erhöhung der Karbonathärte - lange Reaktionszeit - hohe Anlagekosten | 22,8 mg CaCO3                |
| Filterung über Hydro-Calcit (CaCO3)                        | - Überreaktion nur kurzzeitig möglich - etwas schnellere Reaktionszeit - etwas günstigere Anlagekosten | - Erhöhung der Karbonathärte - etwas höhere Chemikalienkosten          | 22,8 mg CaCO3                |
| Filterung über Dolomit (CaCO3 · MgCO3)                     | - kürzere Reaktionszeit - keine Überreaktion möglich - niedrige Materialkosten - günstige Anlagekosten | - Erhöhung der Karbonathärte                                           | 20,9 mg CaCO3 · MgCO3        |
| Filterung über halbgebranntem Dolomit (CaCO3 · MgO)        | - deutlich kürzere Reaktionszeit - günstige Materialkosten - deutlich günstigere Anlagekosten          | - neue Massen neigen zur Überreaktion - Erhöhung der Karbonathärte     | 10,9 mg CaCO3 · MgO          |